# Annie Sophie Cory
Annie Sophie Cory (* 1. Oktober 1868 in Stoke Bishop, Gloucestershire, Vereinigtes Königreich; † 2. August 1952 in Monte Carlo, Monaco) war eine englische Schriftstellerin von populären, leidenschaftlichen, exotischen Romanen unter den Pseudonymen Victoria Cross(e), Vivian Cory and V.C. Griffin.

## Leben
Sie wurde am 1. Oktober 1868 als dritte von drei Töchtern des Colonels Arthur Cory und seiner Frau Fanny Elizabeth Griffin geboren. Der Vater war bei der britischen Armee in Lahore stationiert, sodass sie in Indien aufwuchs, aber ihre Ausbildung in England abschloss. Ihr Vater war Herausgeber des Lahore Regionalteils der The Civil and Military Gazette. Arthur Cory war zudem derjenige, der mit Sicherheit Rudyard Kipling, einem Altersgenossen seiner Tochter, seine erste Anstellung als Journalist verschaffte. Annie Sophie Cory veröffentlichte ihr erstes Werk Theodora, a Fragment in Yellow Book 1895. Im gleichen Jahr verfasste sie The Woman Who Didn't, eine Antwort Grant Allens Werk  The Woman Who Did.
Cory blieb unverheiratet und nach dem Tod ihres Vaters bereiste sie den Indischen Kontinent zusammen mit einem männlichen Freund (möglicherweise ein Onkel), der mit Juwelen handelte. Nach dessen Tod ließ sie sich in Monte Carlo nieder, wo sie mit Freundinnen zusammenlebte. Ihre nächstjüngere Schwester, Adela Florence Nicolson, wurde berühmt als Autorin exotischer indischer Gedichte unter dem Pseudonym Laurence Hope.
Annie Sophie Cory gilt als eines der literarischen Ideale des feministischen New-Woman-Typus.

## Werke
- The Woman Who Didn't (1895; Originaltitel: Consummation; umbenannt durch John Lane für seine Keynoteserie als Antwort auf Grant Allens The Woman Who Did)
- Paula (1896)
- A Girl of the Klondike (1899)
- Anna Lombard (1901)
- Six Chapters of a Man's Life (1903)
- To-morrow? (1904)
- The Religion of Evelyn Hastings (1905)
- Life of My Heart (1905)
- Six Women (1906)
- Life's Shop-Window (1907)
- Five Nights (1908)
- The Eternal Fires (1910)
- The Love of Kusuma (1910)
- Self and the Other (1911)
- The Life Sentence (1912)
- The Night of Temptation (1912)
- The Greater Law (aka Hilda Against The World) (1914)
- Daughters of Heaven (short stories, 1920)
- Over Life's Edge (1921)
- The Beating Heart (1924)
- Electric Love (1929)
- The Unconscious Sinner (aka The Innocent Sinner) (1931)
- A Husband's Holiday (1932)
- The Girl in the Studio (1934)
- Martha Brown, MP (1935)
- Jim (1937)